# Gare de Buenos Aires-Once de septiembre
La gare de Buenos Aires-Once de septiembre (en espagnol Estación Once de septiembre ou Estación Once) est une importante gare ferroviaire argentine située au centre de Buenos Aires, capitale de l'Argentine.

## Situation
Elle est située dans le quartier de Balvanera juste au nord d'une grande place appelée Plaza Miserere.

## Historique
Son nom ne provient pas de la date de la mort du président Sarmiento, mais est une référence au 11 septembre 1852, jour de la rébellion de la province de Buenos Aires  contre le gouvernement fédéral de la Confédération Argentine, rébellion qui conduira la province à la sécession jusqu'en 1862.

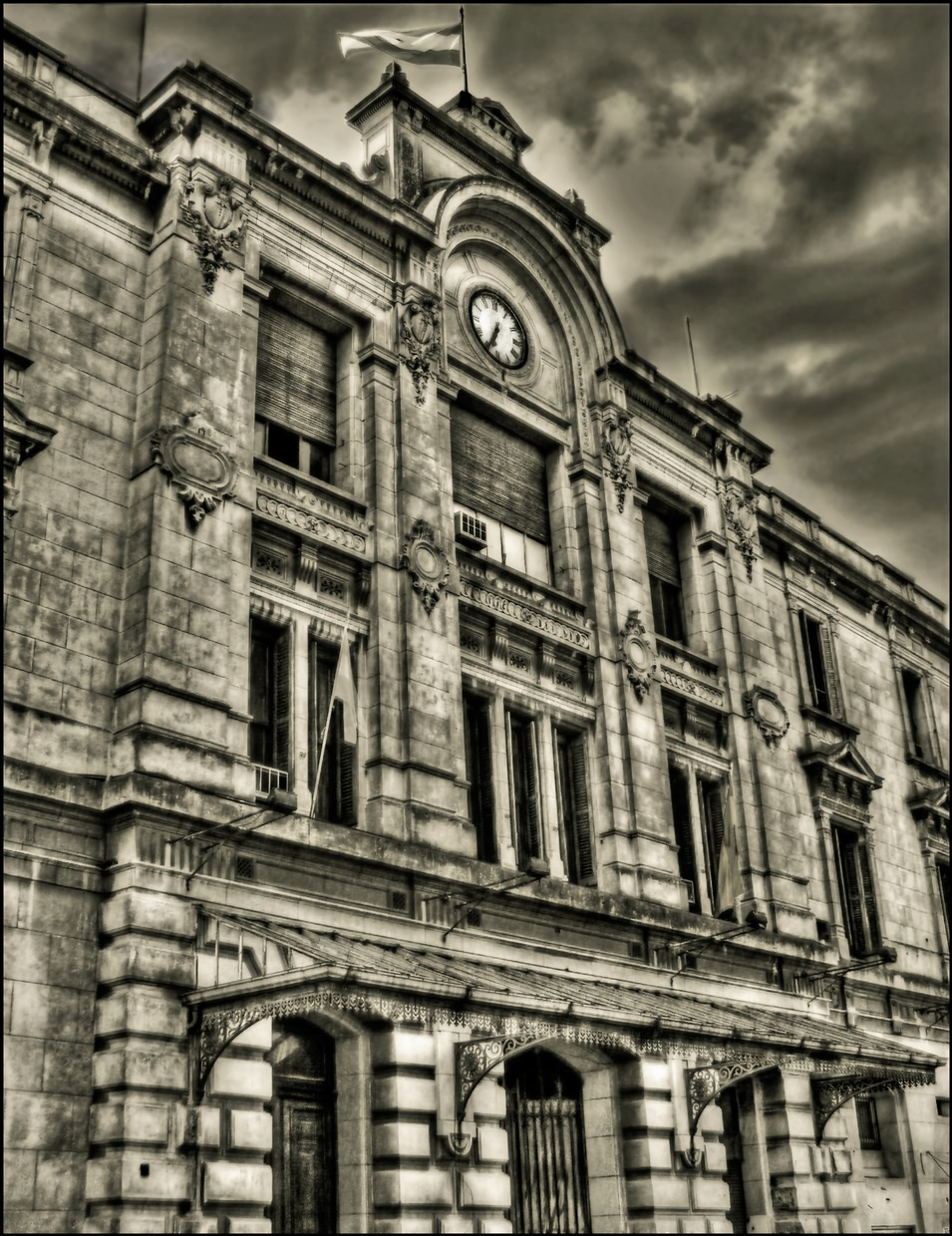
Estacion Once

## Description
La Estación Once offre des liaisons pour passagers par trains longue distance ainsi que des liaisons locales (banlieue). La société d'état Ferrobaires est opératrice pour quatre lignes importantes qui desservent l'ouest de la province de Buenos Aires. Les destinations comprennent Pehuajó, Bragado, et d'autres villes sur ces trajets.
De plus la compagnie Trenes de Buenos Aires ou TBA s'occupe du transport des banlieues, avec une offre de trains à destination des faubourgs, à cadence horaire élevée, via les branches du Chemin de fer Domingo Faustino Sarmiento, constituant ce que l'on appelle la Ligne Sarmiento. Ces destinations incluent les partidos de 
Moreno, Luján, Lobos, et Mercedes. 

## Intermodalité
La gare est accessible par de nombreuses lignes de bus. La ligne de métro A possède la  station "Plaza Miserere" qui est reliée directement à la gare, par voie souterraine. La ligne de métro H dessert aussi la gare à partir de la station Pueyrredon.